# Бернхард III (герцог Саксонії)
Бернхард III (Bernhard III, між 1134 та 1140 —2 лютого 1212) — герцог Саксонії у 1180—1212 роках, граф Ангальту у 1170—1212 роках (як Бернхард I).

## Життєпис

### Граф
Походив з династії Асканіїв. Молодший син Альбрехта, маркграфа Бранденбурзького, та Софії фон Вінценбург. Народився між 1134 та 1140 роками. Перша згадка відноситься до 1157 року, коли разом з батьком і братами був присутній в Мейссені на похоронах Конрада Веттіна, маркграфа Майсенського. У 1159 році супроводжував імператора Фрідриха I під час походу до Італії.
У 1160 році втратив матір. У 1170 році після смерті батька отримав володіння князівство Ангальт і Ашерслебен. Втім вже у 1172 році після смерті брата Альбрехта успадкував графство Балленштедт, об'єднавши в своїх руках родові володіння Асканіїв в Гарці, а також по річках Заале і Ельбі.
1173 році Бернхард отримав від імператора Фрідріха I Барбаросси графство Плецкау, що призвело до конфлік з Генріхом Левом, герцогом Саксонії та Баварії. Під час збройного конфлікту міста Ашерслебен, Грьонінген, були сплюндровані. Але Бернхард Ангальтський зумів відновити контроль над ними.

### Герцог
У 1180 році після суду над Генріхом Львом, останнього було позбавлено володінь, які імператор Фрідріх I Барбаросса поділив поміж вірними васалами. При цьому Саксонію розділено на декілька володінь, з яких Бернхард отримав землі по правому березі Нижньої і Середньої Ельби (колишня Остфалія). За ними згодом закріпилася назва «герцогство Саксонія» (сучасна Нижня Саксонія).
При цьому Бернхард не володів такою ж владою в Саксонії, як його попередник. На лантазі в 1182 році його васалами визнали себе лише графи Люхов, Данненберг. 1183 року після смерті брата Дітриха, отримав більшу частину гарфства Вербен.
1184 року графи Шверіну і Ратцебургу визнали васальну залежність від Саксонії, в той час як наймогутніший з васалів, Адольф III, граф Гольштейна, був відсутній і визнав владу Бернхарда лише після того, як Генріх Лев повернувся з Англії. Також Бернхарду вдалося домогтися визнання своїх прав на Лауенбург як на частину спадщини Біллунгів (родичів по материнській лінії) і приєднати його до своїх володінь. До 1185 року за підтримки імператора Фрідріха I йому вдалося утримати за собою всі надбання, відвести загрозу вторгнення коаліції північнослов'янських князів (союзників Генріха Лева) та Кнута VI, короля Данії.
У 1188 році повернувся до Саксонії Генріх Лев, тому Бернхарду III довелося боротися проти останнього за владу. Зрештою змусив противника відступити. 1190 році під час коронації Генріха VI як короля Німеччини отримав посаду маршала імперії.
1191 році виступив проти намірів імператора Генріха VI зробив корону Священної Римської імперії спадковою в династії Гогенштауфенів. 1198 році підтримував Філіппа Гогенштауфена у боротьбі за трон Німеччини.
У 1210 році домовився з новим імператором Оттоном IV, повернувшись до Саксонії. Помер в 1212 році в Балленштедті. Його володіння були розділені між двома синами — Генріхом, який отримав родові графства Ангальт та Балленштедт, і Альбрехтом, який отримав титул герцога Саксонії.

## Родина
Дружина — Юдита, донька Мешко III, князя Польщі.
Діти:
- Магнус
- Генріх (1170—1251/1252), князь (граф) Ангальта, граф Балленштедта, Ашерслебена
- Альбрехт (1175—1260), герцог Саксонии у 1212—1260 роках
- Адельгейда (д/н-1244), абатиса абатства Гернроде
- Гедвига (д/н-після 1206), дружина Ульріха, графа Веттіна
- Іоганн (д/н-після 1256), пробст в Хальберштадті.